# (19101) 1981 EV6
A (19101) 1981 EV6 a Naprendszer kisbolygóövében található aszteroida. Schelte J. Bus fedezte fel 1981. március 6-án.